# USS Kearsarge (LHD-3)
El USS Kearsarge (LHD-3) es el tercer buque de asalto anfibio de la clase Wasp, es el quinto buque de la Armada de los Estados Unidos (y el cuarto ha entrado en servicio) que ha sido nombrado en honor de la USS Kearsarge, una balandra de guerra, famosa por derrotar a la balandra de guerra corsaria confederada CSS Alabama durante la Guerra Civil.

## Construcción

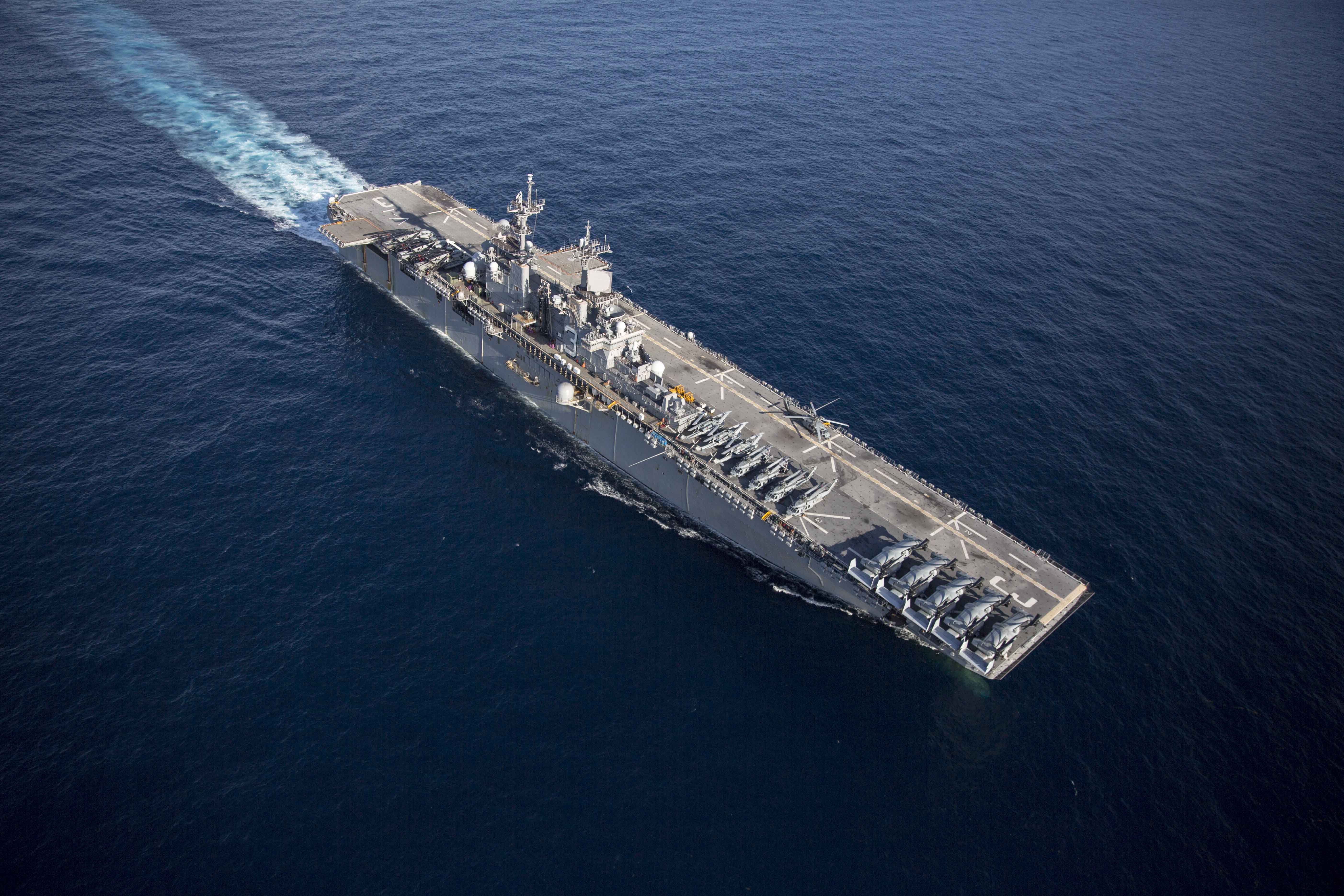
Vista aérea del USS Kearsarge, año 2017.

La quilla del Kearsarge fue puesta en grada el 6 de febrero de 1990 en los astilleros Litton-Ingalls, Corporación con sede en Pascagoula.
El Kearsarge fue construido utilizando técnicas eficientes de prefabricado modular. Fueron construidas centenares de subcomponentes menores conteniendo tanto tuberías, conductos de ventilación y otras facilidades de apoyo como también otras partes de maquinaria mayor tales como generadores y paneles eléctricos. Estas subcomponentes se unieron entonces a otras para formar componentes mayores, las que a su vez fueron unidas por soldadura para formar cinco módulos de casco y superestructura. Estos módulos gigantes, cada uno pesando centenares de toneladas fueron ensamblados en tierra para formar el casco de la nave. Esto trajo como resultado que en el momento de la botadura la nave estaba terminada en un 70%.
Fue botado el 26 de marzo de 1992 en una ceremonia a la que asistió el entonces jefe del Estado Mayor Conjunto, general Collin Powell.

## Características

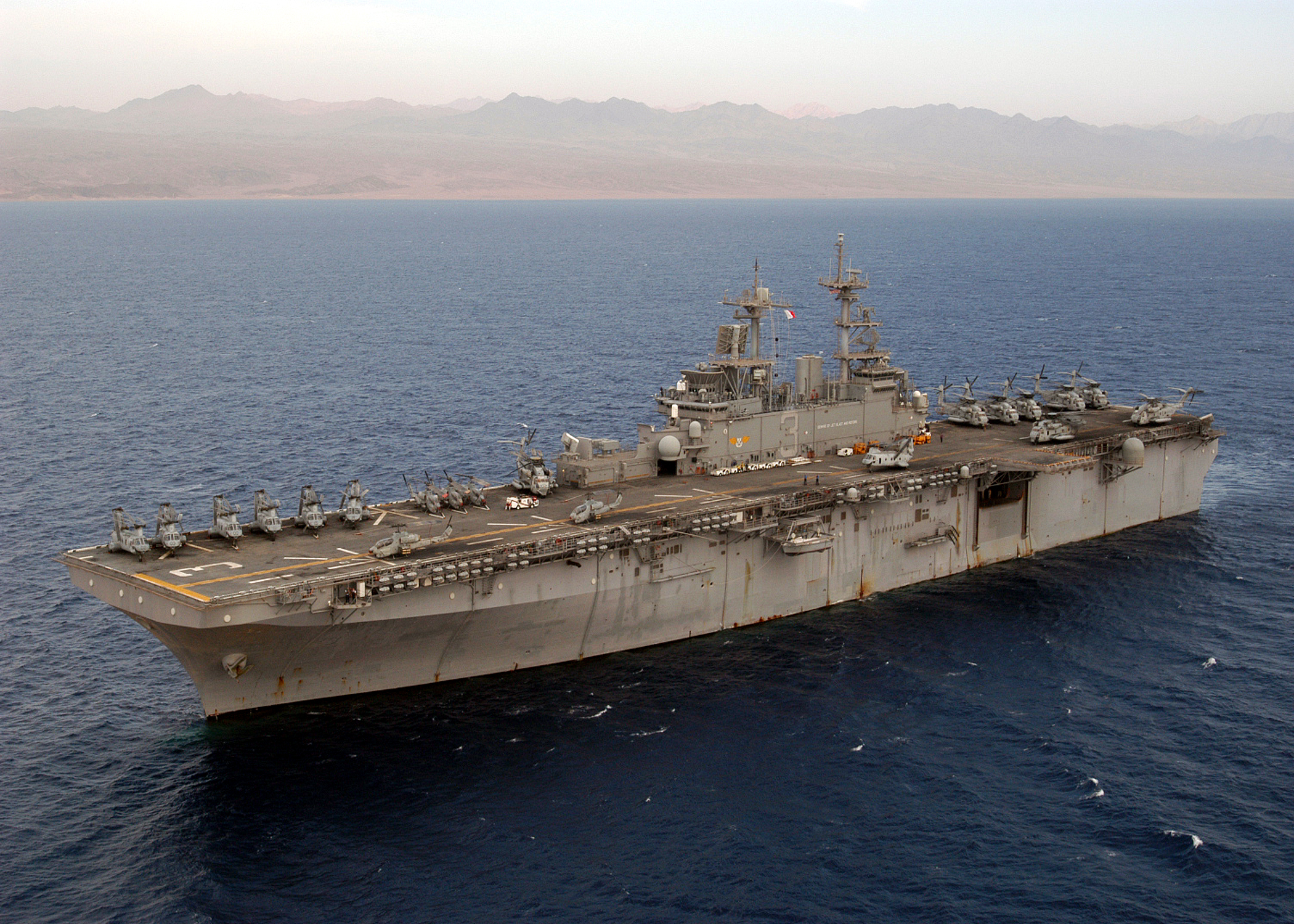
El USS Kearsarge navegando por el Golfo de Aqaba en 2003.

El Kearsarge transporta personal a la costa, así como tanques, camiones, artillería y todo el avituallamiento necesario para un asalto.
El sistema de apoyo al asalto del buque coordina el movimiento de tropas tanto vertical como horizontal. Un sistema de trenes monoraíles que se desplaza a una velocidad de 3 m/s transporta carga y suministros desde los almacenes y las áreas de lanzamiento a lo largo de todo el buque hacia el dique inundable de 13 600 pies² (1260 m²) que se abre al océano por medio de portones situados en la popa del barco. Allí, las tropas, la carga y los vehículos son cargados en los vehículos de desembarco para su traslado a la costa. Los vehículos de desembarco pueden usar un sistema de colchón de aire para "volar" hacia fuera del dique inundable, o este puede inundarse de modo que vehículos de desembarco convencionales puedan salir flotando hacia la playa.
El armamento del USS Kearsarge incluye puntos de defensa antimisiles RIM-7 Sea Sparrow de la OTAN, misiles RIM-116 RAM, cañones automáticos de 25 mm y tres montajes Phalanx CIWS para prevenir ataques de aeronaves en vuelo rasante y acercamiento de pequeños aviones. Además posee sistemas de lanzamiento de misiles "carnada" para complementar su sistema de defensa antimisiles.

## Éxito temprano

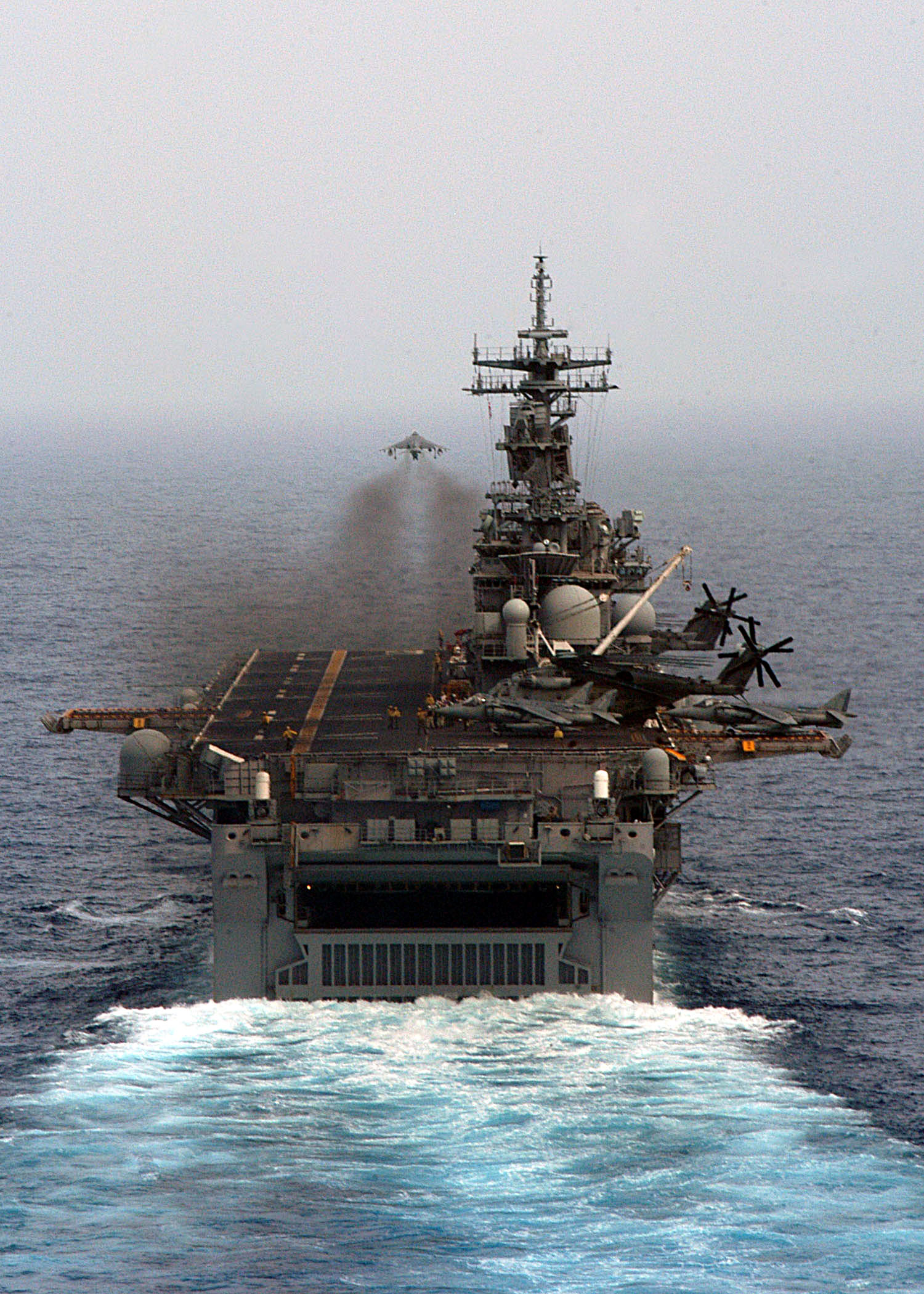
Un Harrier AV-8B II de la infantería de marina de los Estados Unidos despega desde la cubierta del buque de asalto anfibio Kearsarge, año 2005.

El Kearsarge es completamente capaz de acometer tareas de asalto anfibio, avance de tropas y operaciones de propósito especial así como también de operaciones no combativas tales como evacuaciones y otras misiones humanitarias. Desde que fue asignado, ha realizado estas misiones alrededor del mundo, incluyendo la evacuación de personal civil en Freetown, Sierra Leona el 31 de mayo de 1997 o el rescate del capitán de la Fuerza Aérea Scott O'Grady del territorio controlado por los serbios en Bosnia el 8 de junio de 1995. Además el Kearsarge está equipado con un sistema ultramoderno de mando y control (C&C) que le permite desempeñar tareas de buque insignia.
Sus instalaciones médicas sólo son aventajadas por dos buques hospitales, el USNS Confort (T-AH-20) y el USNS Mercy (T-AH-19). Esto le permitió al Kearsarge desempeñar un doble papel durante el bombardeo de la OTAN a la República Federal de Yugoslavia en 1999, primero como plataforma para las misiones de bombardeo contra las fuerzas serbias en la operación Fuerza Aliada y como instalación médica para los refugiados albanos en la operación Brillante Esperanza.

## Historial de servicio

### Misiones de Combate

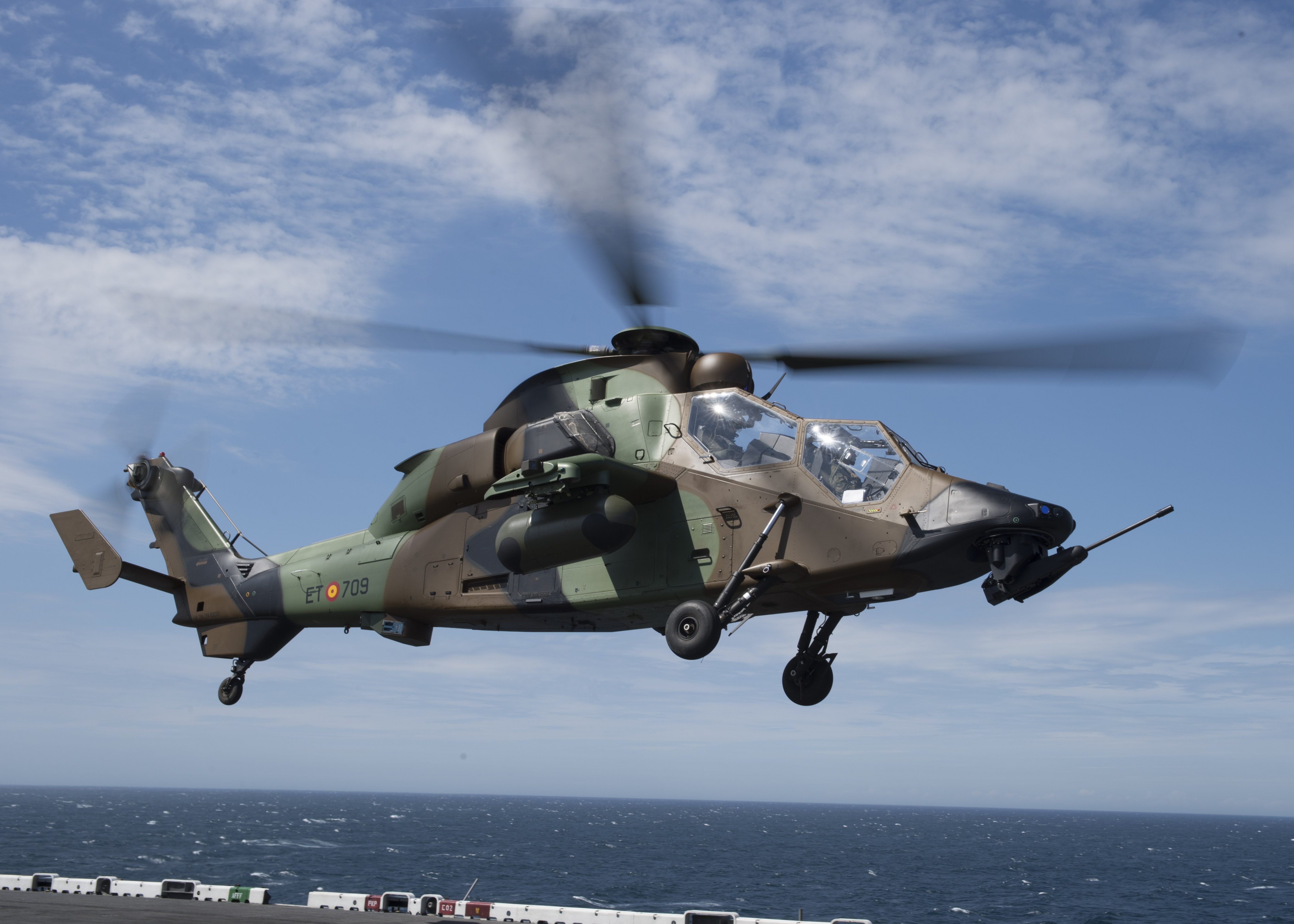
Un Eurocopter Tigre HAD-E español con depósitos auxiliares de combustible despegando desde la cubierta del USS Kearsage, año 2016.

El 19 de agosto de 2005 el Kearsarge y el USS Ashland (LSD-48) fueron blancos de un ataque de cohetes mientras se encontraban atracados en un puerto de Jordania. Los cohetes sobrevolaron la proa del  Ashland  e impactaron en el muelle adyacente. Los navíos no sufrieron daño alguno pero un soldado jordano murió y otro resultó herido. A los miembros de la tripulación de los buques se les otorgó la medalla de Acción Combativa por su respuesta al ataque.
Como medida cautelar ante los eventos en Libia, el USS Kearsarge fue enviado a la zona debido a que era el buque de la Armada más próximo al evento. El 2 de marzo de 2011, el Kearsarge junto con el USS Ponce (LPD-15) viajaron a través del Canal de Suez como respuesta a la rebelión en Libia, con unos 42 helicópteros a bordo. Robert Gates había dicho días antes que había ordenado a dos buques de guerra que pasaran al Mediterráneo, conjuntamente con 400 Marines, en caso de que se necesitara realizar una evacuación de civiles o proveer ayuda humanitaria.

### Otras cuestiones de interés

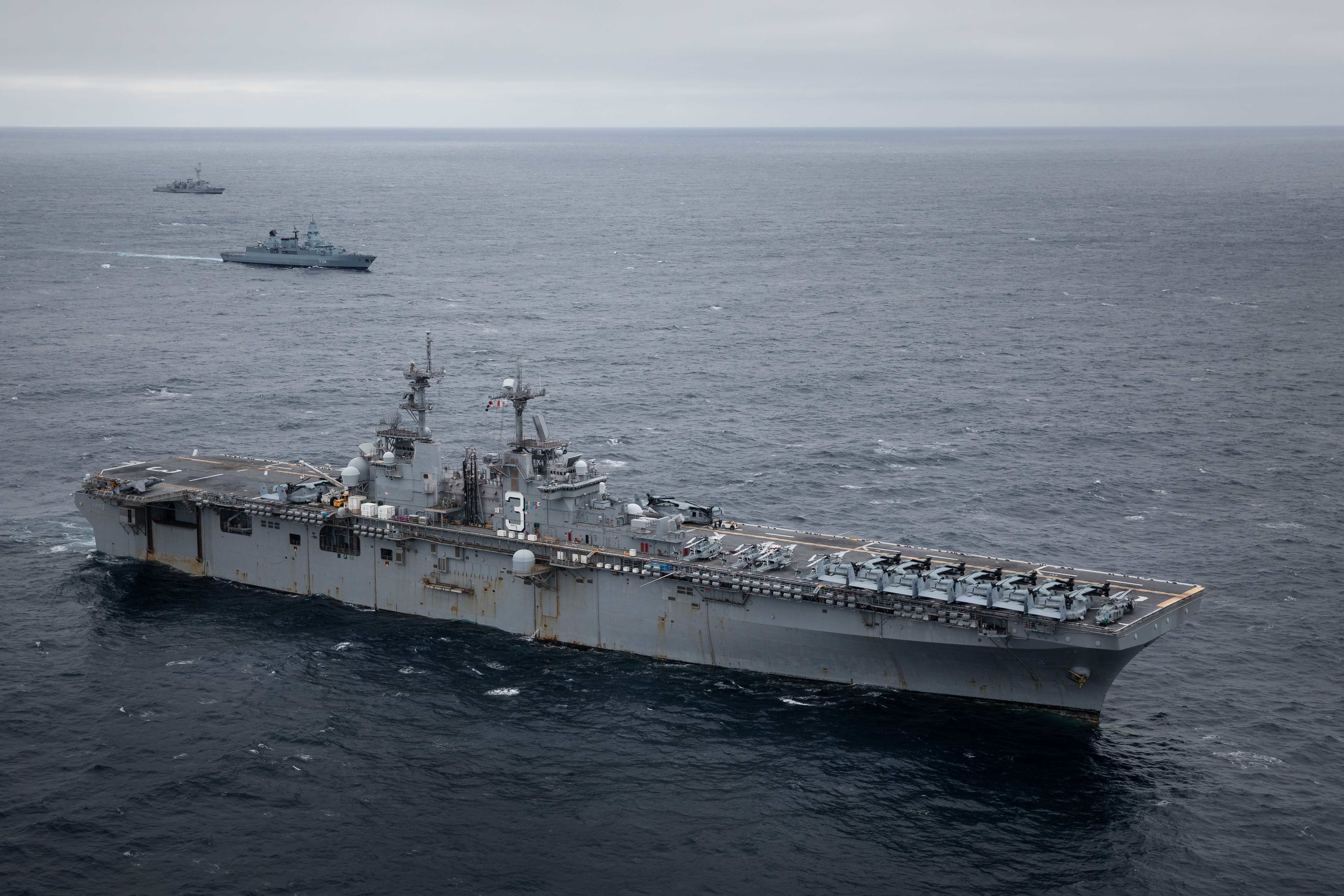
El USS Kearsarge navegando en el año 2022.

El USS Kearsarge sirvió como principal atracción en la Semana de la Flota en Nueva York tanto en el 2006 como en el 2008. En agosto de 2007 el buque visitó el puerto de La Valeta, Malta de camino a una misión de seis meses en Irak. El buque recientemente desplegó marineros e infantes de marina en una misión humanitaria en Bangladés después del paso del ciclón Sidr. También proporcionó apoyo al presidente George W. Bush en su visita a Israel en el 2008.
En agosto del 2008, el Kearsarge realizó un despliegue en apoyo a la operación Promesa Continua. La tripulación del buque, junto con refuerzos de los Marines, la Fuerza Aérea,el Ejército, el Servicio de Guardacostas, la Salud Pública, tropas canadienses y otras fuerzas multinacionales y ONGs, proporcionó ayuda médica, constructiva y humanitaria a siete países de Centro, Suramérica y el Caribe.
En abril de 2010 el buque estaba atracado en la Base Naval de Norfolk.
Desde marzo del 2011, patrulla las costas de Libia